# Ангерн
Ангерн (њем. Angern) општина је у њемачкој савезној држави Саксонија-Анхалт. Једно је од 35 општинских средишта округа Берде. Према процјени из 2010. у општини је живјело 2.172 становника. Посједује регионалну шифру (AGS) 15083030.

## Географија
Ангерн се налази у савезној држави Саксонија-Анхалт у округу Берде. Општина се налази на надморској висини од 43 метра. Површина општине износи 64,2 km². У самом мјесту је, према процјени из 2010. године, живјело 2.172 становника. Просјечна густина становништва износи 34 становника/km².